# 기독교와 타종교들

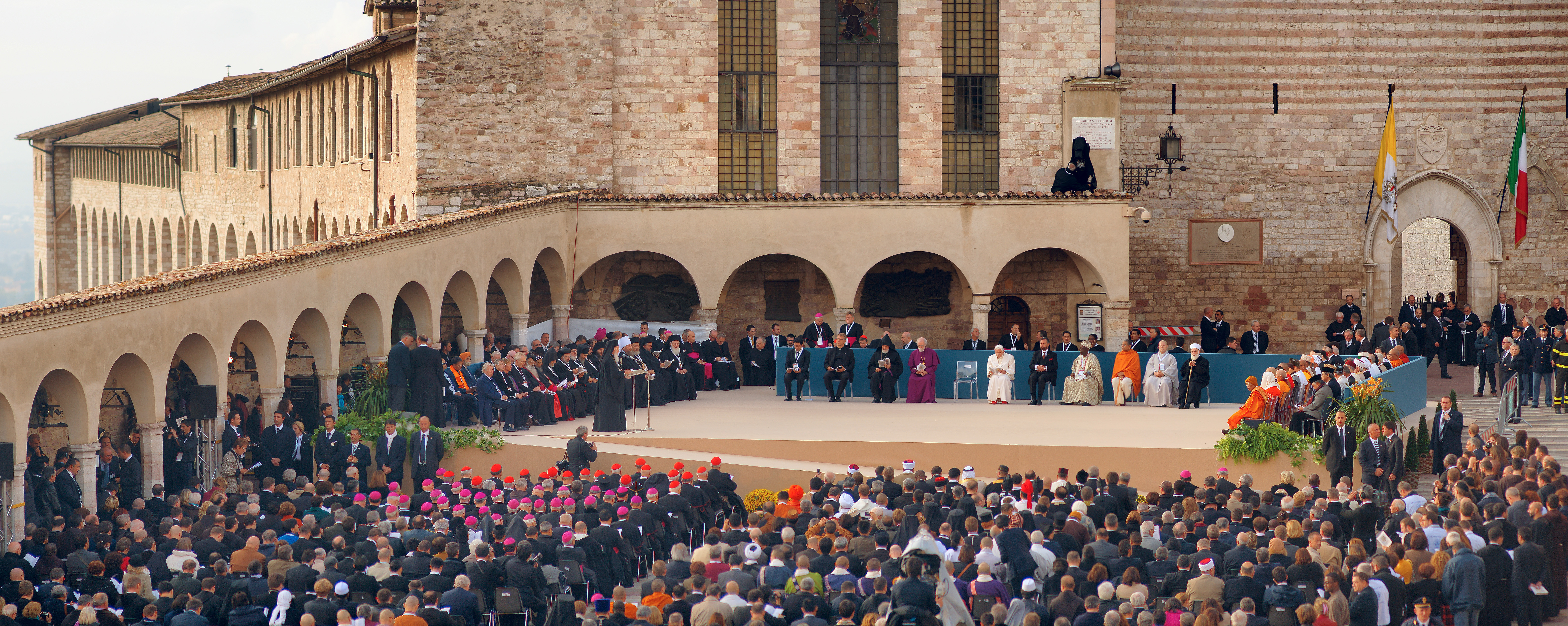

기독교와 타종교들 (Christianity and other religions)에 대한 문서는 기독교와 다른 종교들과의 관계를 설명하는 것으로 차이점과 유사점을 진술한다.

## 종교 다원주의에 대한 기독교 관점

### 고전적 기독교 관점
복음주의 기독교인들은 종교 다원주의는 이단이며 성경과 모순된다고 믿는다. 종교다원주의는 기독교와 양립할 수 없다고 본다. 로마 카톨릭은 성경은 하나님이 인간에게 주신 참된 계시이지만 다른 기독교 교파들도 불충분하지만 부분적으로 참된 계시를 하나님으로부터 받는다고 주장한다.

### 칼빈주의 기독교 관점
칼빈주의자들은 철학자 DILTHEY가 말한 것에 동감할 것이다. "하나님 중심 사상"이 칼빈주의 운동 전체의 초기 150년간의 특징(칼빈주의 H.Henry Meeter 박윤선 김진홍 공저 p15-16 1983)이다. "어떤 이가 말한 바에 의하면 감리교는 죄인의 구원에, 침례교는 중생의 신비에 루터교는 이신득구에, 모리바안교는 교회의 보편성을 각각 치중함과 같이 칼빈주의자는 항상 하나님사상에 치중한다고 하였다.
또 칼빈주의자들은 "만물이 주에게서 나오고, 주로 말미암고 주에게로 돌아감이라. 영광이 그에게 세세에 있으리로다. 롬(11:36) 성경 말씀의 진리를 생활원리로 삼고 실현하려고 한다.

## 같이 보기
- 그리스도의 신화 이론
- 비교종교학
- 복음전도
- 연구소를 위한 종교간의 대화
- 이슬람교와 다른 종교들
- 선교학
- 종교 다원주의
- 종교신학
- 기독교 및 점성술

## 추가 자료
- Ankerl, Guy (2000) [2000]. 《Global communication without universal civilization》. INU societal research. Vol.1: Coexisting contemporary civilizations : Arabo-Muslim, Bharati, Chinese, and Western. Geneva: INU Press. ISBN 978-2-88155-004-1.
- Ingham, Michael, Bp. (1997). Mansions of the Spirit: the Gospel in a Multi-Faith World. Toronto, Ont.: Anglican Book Centre. ISBN 1-55126-185-51-55126-185-5
- Zuckermann, Ghil'ad [2006]. "'Etymythological Othering' and the Power of 'Lexical Engineering' in Judaism, Islam and Christianity. A Socio-Philo(sopho)logical Perspective", Explorations in the Sociology of Language and Religion, edited by Tope Omoniyi and Joshua A. Fishman, Amsterdam: John Benjamins, pp. 237–258. ISBN 90-272-2710-190-272-2710-1